# Dance (Cristina D'Avena)
Dance è un album della cantante Cristina D'Avena pubblicato nel 1996. È stato ristampato l'anno successivo con il titolo Baby Mix e nuovamente nel 2006, sempre con il titolo Baby Mix, ma con un artwork differente ed esclusivamente nel formato CD.
L'album contiene alcuni successi della cantante riarrangiati in versione dance, alcuni dei quali anche ricantati.

## Tracce
1. Sailor Moon (Alessandra Valeri Manera/Carmelo Carucci)
2. Occhi di gatto (Alessandra Valeri Manera/Carmelo Carucci)
3. Mimì e la nazionale di pallavolo (Alessandra Valeri Manera/Valeriano Chiaravalle)
4. Siamo fatti così - Esplorando il corpo umano (Alessandra Valeri Manera/Massimiliano Pani)
5. Dolce Candy (Alessandra Valeri Manera/Carmelo Carucci)
6. Mila e Shiro due cuori nella pallavolo (Alessandra Valeri Manera/Carmelo Carucci)
7. Che campioni Holly e Benji!!! (Alessandra Valeri Manera/Silvio Amato) (con Marco Destro)
8. Lupin, l'incorreggibile Lupin (Alessandra Valeri Manera/Carmelo Carucci) (Enzo Draghi)
9. Kiss me Licia (Alessandra Valeri Manera/Giordano Bruno Martelli)
10. Canzone dei Puffi (Victor Szell, Alessandra Valeri Manera/Dan Lacksman)